# Flag Officer Sea Training (Vereinigtes Königreich)

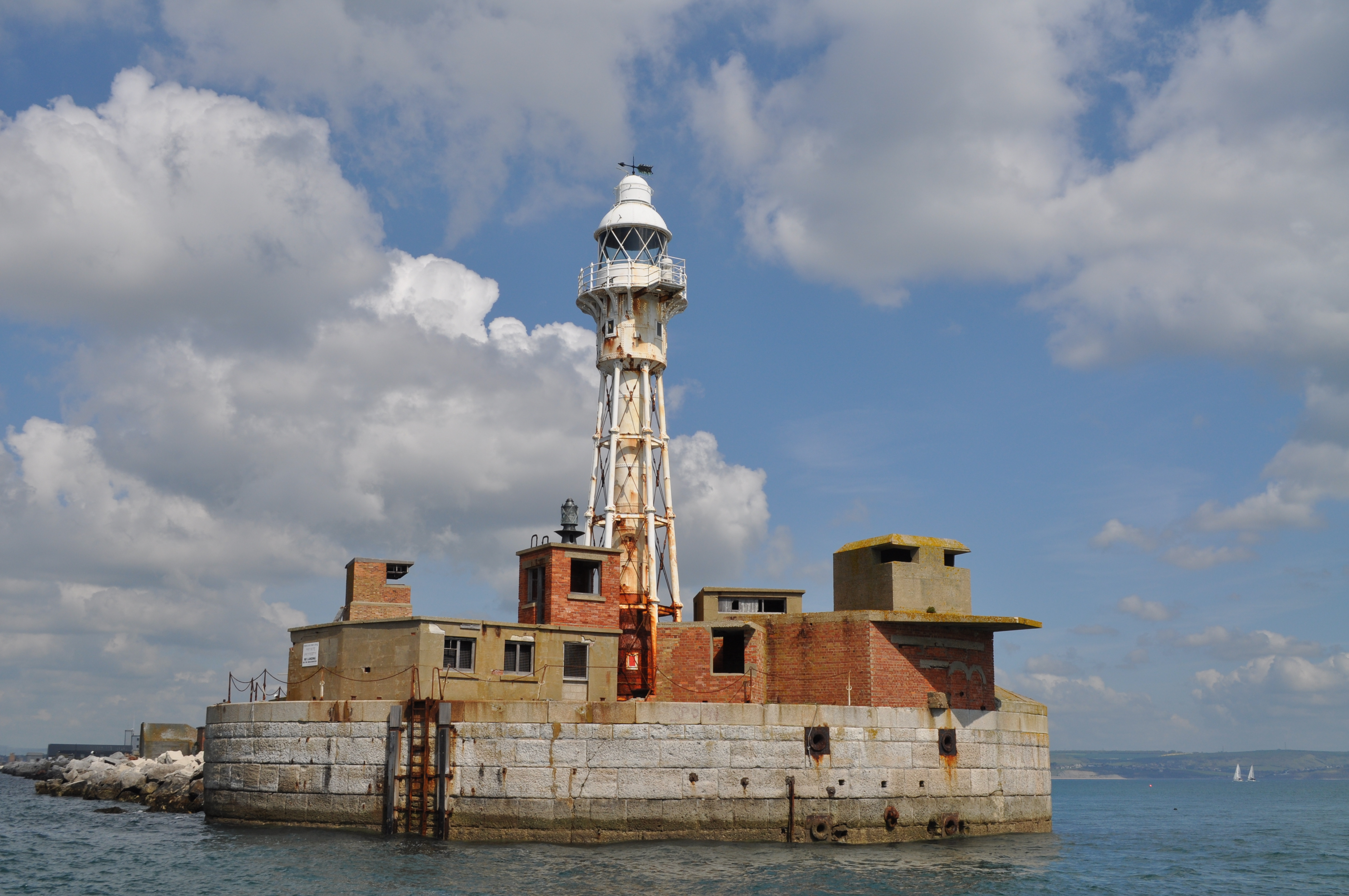
Leuchtfeuer auf dem Wellenbrecher vor dem vom FOST genutzten Hafen Portland

Der Flag Officer Sea Training (FOST) der Royal Navy hatte seit dem Jahr 1958 im Stützpunkt Portland bei Weymouth in der britischen Grafschaft Dorset die Aufgabe, das Fleet Operational Sea Training (auch FOST) und das Basic Operational Sea Training (BOST), also die Einsatzausbildung für die Besatzungen von Kriegsschiffen, durchzuführen. Ziel der Einrichtung war es, den Ausbildungsstand der Schiffsführungen und Besatzungen zu überprüfen und höchste Qualität anzustreben.
Im Jahr 1995 wurde FOST nach Plymouth verlegt und am 1. Mai 2020 erhielt der Kommandeur der Ausbildung die Bezeichnung Commander Fleet Operational Sea Training (COM FOST), da die Leitung nicht mehr bei einem Admiral (Flaggoffizier), sondern bei einem Kapitän zur See (Captain, R.N.) im Ehrenrang eines Commodore liegt.
Seit dem Jahr 1962 durchliefen auch die größeren Einheiten der Bundesmarine/Deutsche Marine regelmäßig das Basic Operational Sea Training (BOST) beim FOST, das dann als German Operational Sea Training (GOST) bezeichnet wurde.

## Geschichte

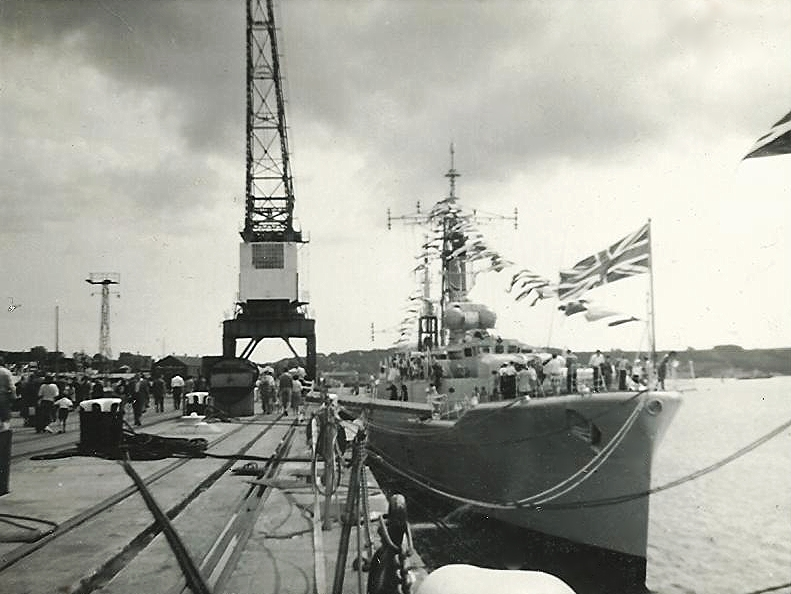
Fregatte HMS Llandaff, erste Einheit, die im Herbst 1958 die Ausbildung bei FOST durchlief

Im Vereinigten Königreich wurde im Jahr 1954 ein neues System des Dienstes in den Streitkräften eingeführt. Für die Royal Navy bedeutete dies, dass ihre Schiffe häufiger als zuvor mit völlig neuen Besatzungen arbeiten mussten. Unter dem damaligen Ersten Seelord, Lord Louis Mountbatten, wurde deswegen im September 1958 die Ausbildung bei dem Flag Officer Sea Training eingeführt, die in Form eines speziellen, ursprünglich siebenwöchigen Kurses („shakedown“ genannt) durchgeführt wurde. Besatzungen neu in Dienst gestellter Schiffe erhielten Eingewöhnungskurse in der Bedienung der Anlagen und Systeme und deren Zusammenspiel. Damit wurden erste Erfahrungen im Umgang mit allen Eventualitäten vermittelt, denen sie im späteren Dienst auf See und im Gefecht potenziell begegnen würden.
Portland wurde als Standort gewählt, da hier nach Auslaufen aus dem Hafen unmittelbar freie See erreicht wird und abseits von anderen Stützpunkten der Marine und zivilen See- oder Fährhäfen die Übungen und Manöver der teilnehmenden Schiffe wenig nautischen Beschränkungen für den Übungs- und Ausbildungsbetrieb unterlagen.
Der Flag Officer Sea Training zog 1995 nach Plymouth um, da der Stützpunkt Portland im Jahr 1999 geschlossen wurde. FOST wechselte gleichzeitig vom Kommandobereich des Flag Officer Surface Flotilla (FOSF; Admiral der Überwassereinheiten) zum Commander-in-Chief Fleet (C-in-C Fleet; Flottenchef).

## Organisation
FOST wurde nach dem Umzug nach Plymouth und der geänderten Unterstellung im Jahr 1997 das zentrale und einzige Kommando mit Zuständigkeit für die gesamte Einsatzausbildung der see- und landgestützten Einheiten der Royal Navy. U‑Boote und kleinere Einheiten durchlaufen die Ausbildung in der FOST Abteilung im schottischen Faslane.
Im Jahr 2008 waren bei FOST 270 Ausbilder, genannt „Searider“, eingesetzt. Der Ausbildungsbetrieb fand in 46 Wochen pro Jahr statt, so dass die Jahreskapazität der Ausbildung bei 25 Einheiten lag.
FOST verfügte über eigene Hubschrauber, die es den Ausbildern ermöglichen, während intensiver Trainingsphasen mit minimaler Verzögerung auf die Schiffe zu gelangen. Aus Kostengründen wurde anderes Gerät (Flugzeuge und Motorjachten zur Gegnerdarstellung) jeweils angemietet.

## Ausbildung
Die eigentliche Ausbildungs- und Prüfphase wurde Basic Operational Sea Training (BOST) genannt und dauerte üblicherweise sechs Wochen. Es handelte sich um kombinierte Untersuchungen des schiffstechnischen Zustands des Schiffs und Überprüfungen der Einsatzbereitschaft der Besatzung, einschließlich eines wöchentlichen Gefechtsszenarios mit seemännischem und artilleristischem Rollendienst, wobei besonderer Wert auf den Bereich Schiffssicherung gelegt wurde.
Vor Beginn jeder Ausbildung wurde vom Kommando FOST ein Material Assessment & Safety Check (MASC, früher Staff Sea Check) durchgeführt. Einen Tag lang wurde der materielle Klarstand an Bord detailliert überprüft. Das Ergebnis gab Aufschluss, ob die Einheit „safe to train“ war. Bei festgestellten Mängeln lehnte FOST es ab, Personal an Bord gehen zu lassen, und die Ausbildung fand nicht statt.
Tage massierter Übungen waren als „Thursday War“ (Gefechtsdonnerstag) oder „Weekly War“ (wöchentlicher Krieg) bekannt. Bis zu 30 Searider kamen an Bord und steuerten bzw. beobachteten einen Übungseinsatz, bei dem es darum ging, ein zu schützendes Fahrzeug (zumeist das dem FOST unterstellte Tankschiff) ohne Verzug zu einem Zielpunkt zu geleiten. Dabei galt es, zur Übung simulierte U‑Boot‑, Überwasser- und Luftangriffe abzuwehren sowie Minen auszuweichen. In späteren Jahren des FOST wurde auch durch simulierte Angriffe von Piraten und Terroristen der Umgang mit asymmetrischen Bedrohungslagen geübt. Die „Gegner“ in den Übungen waren britische, deutsche, niederländische und (später) polnische U‑Boote (die auf diese Weise selbst ihre Fähigkeiten trainierten), Hawk- und Learjets (zivil gechartert) und Jachten (die ebenfalls zivil angemietet wurden). Das Ende eines solchen Tages der intensiven Gefechtsübungen stellte eine mündliche und schriftliche Manöverkritik, d. h. Bewertung der Schiffsführung und aller Abschnitte dar („Assessment“).
Während einer der Hafenwochen wurde eine umfangreiche Katastrophenübung („Desaster Exercise“) durchgeführt. Es ging darum, an Land nach einer simulierten Naturkatastrophe Rettungsmaßnahmen möglichst realistisch zu üben (Brände löschen, Menschen retten, Verletzte versorgen, Tote bergen, Infrastruktur wieder herstellen, Bevölkerung mit dem Notwendigsten versorgen).
Einheiten der Royal Navy konnten auch ein so genanntes Continuation Training von 1 bis 2 Wochen Dauer absolvieren, ein auf einen bestimmten Einsatz ausgerichtetes Directed Continuation Training oder ein Mobile Sea Training auf dem Transit, auch im Einsatzgebiet erhalten.
FOST führte mit dem Basic Operational Sea Training die Ausbildung der Stufe 1 („Tier‑1“) für einzelne Einheiten und deren Besatzungen durch. Die Stufe 2 („Tier‑2“) für gemeinsam operierende Verbände bzw. Task Groups fand und findet zweimal jährlich im Rahmen der Übung Joint Warrior (ehemals Joint Maritime Course und Neptune Warrior) statt.

## Internationale Ausrichtung
Neben der Ausbildung des Personals der Royal Navy stand FOST auch der Einsatzausbildung von Marineeinheiten aus NATO und Commonwealth Landern offen. Etwa ein Drittel der Kapazität wurde in diesem Bereich eingesetzt.
Dem Vorbild des britischen FOST entsprechen gleichartige Einrichtungen der Marinen Indiens und Pakistans. In den Vereinigten Staaten besteht als Pendant das Board of Inspection and Survey (INSURV) der US Navy. Als die Forrest Sherman im Jahr 2012 eine kurze Version von BOST durchlief, lauteten die Kommentare aus der Besatzung, es sei „sogar noch intensiver als INSURV“ gewesen.
Auch nach Verlegung 1995 und Umstrukturierung 2020 hat die Einsatzausbildung bei COM FOST weiterhin eine ebenso hohe Reputation wie diejenige, die seit 1958 vom FOST geleistet wurde.

### Nutzung durch deutsche Einheiten

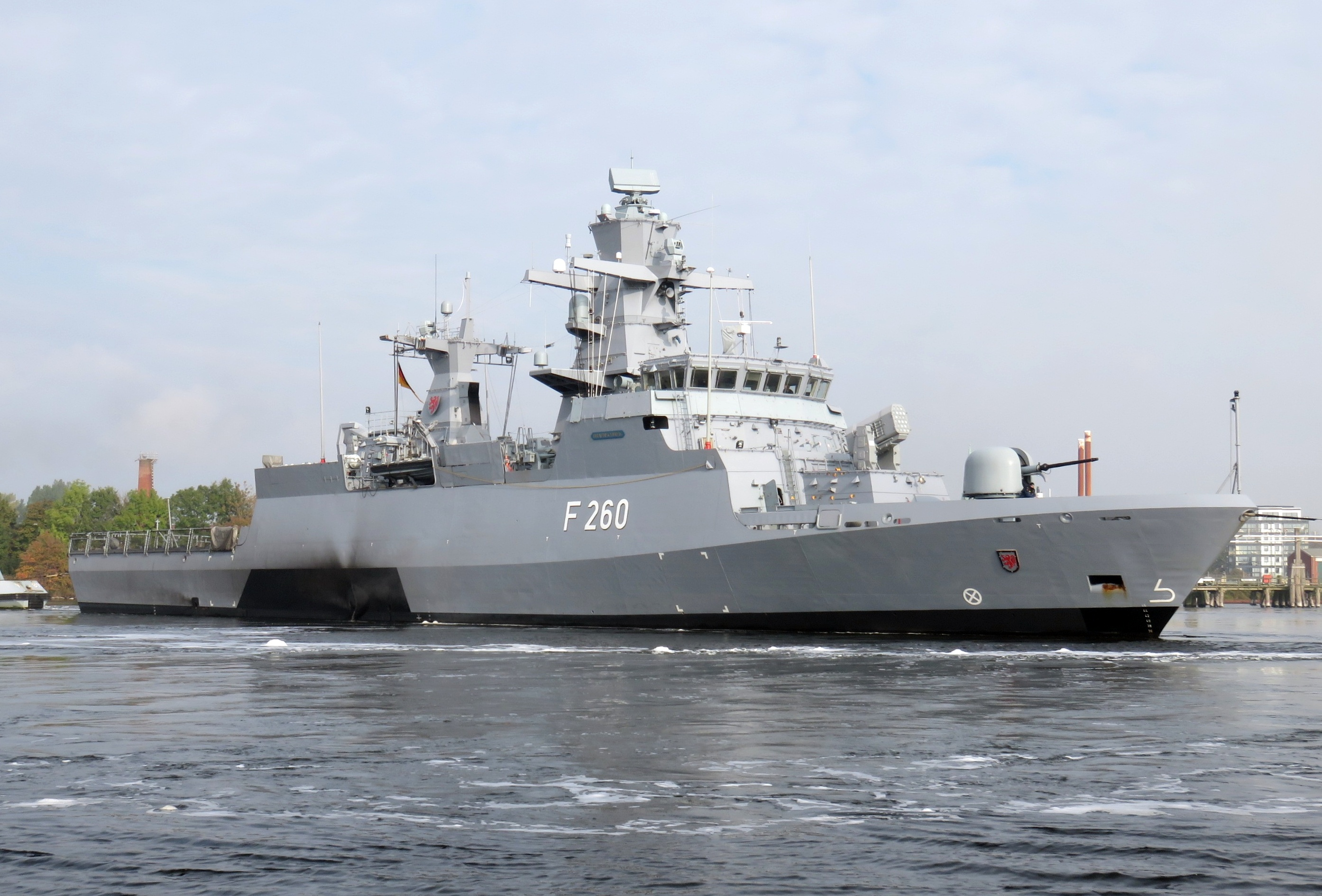
Korvette Braunschweig (F260)

Praktisch alle früheren Angehörigen der vormaligen Zerstörerflottille der Bundesmarine und der Einsatzflottille 2 der Deutschen Marine haben an der Einsatzausbildung in Portland und später Devonport teilgenommen. Im Jahr 2008 lag die Frequenz der Ausbildung für deutsche Einheiten bei 6 bis 7 pro Jahr.
In der Struktur der Bundesmarine lag die Nutzung des FOST im Bereich des Befehlshabers der Flotte. Inhaltlich und fachlich war das Marineamt zuständig.
Bundesmarine und Deutsche Marine stationierten dauerhaft einen Verbindungsoffizier im Range eines Fregattenkapitäns beim FOST. Er leitete dort gleichzeitig den Einsatzausbildungsstab der Einsatzflottille 2. Zusammen mit einem weiteren Offizier und fünf Portepee-Unteroffizieren bildete er das German Liaison Team. (Stand 2008)
Am Ende der 44. Auslandsausbildungsreise lief das Schulschiff Deutschland im August 1974 Portland an.
Der Zerstörer Schleswig-Holstein absolvierte das BOST im Jahr 1974. Der damalige Kommandant und spätere Befehlshaber der Flotte, Dieter Franz Braun, beschreibt in seinen Memoiren, dass das Verhältnis der Kommandanten gegenüber dem FOST-Ausbildungsstab nicht immer frei von Spannungen war.
Die Fregatte Köln absolvierte das BOST in Portland im Oktober 1978 und vom 24. Februar bis 24. März 1981.
Im Sommer 2006 absolvierte die Fregatte Sachsen ihr GOST in Devonport (Plymouth) und im Herbst 2007 folgte die Fregatte Hamburg.
2011 kam erstmals eine Korvette der Braunschweig-Klasse, die Braunschweig, zum FOST.
Deutsche Einheiten waren oft unter den Jahresbesten in der Ausbildung beim FOST. Im Jahr 2007 gehörte z. B. die Fregatte Rheinland-Pfalz zu den drei besten FOST-Teilnehmern, in der ersten Jahreshälfte 2008 hatte die Fregatte Karlsruhe des beste Ergebnis aller teilnehmenden Einheiten.
Das sechswöchige GOST teilte sich in eine Hafen-, eine See- und eine weitere Hafenwoche sowie schließlich drei Seewochen auf. Die Einheiten gingen vor Teilnahme am GOST für zwei Wochen nach Neustadt zum Schiffssicherungslehrgang.
Ab dem Jahr 2019 führte die Deutsche Marine das GOST auch in heimischen Gewässern, jedoch nach britischem FOST-Vorbild durch. Einer der Gründe war, dass die Royal Navy durch Zulauf neuer Einheiten, z. B. zweier Flugzeugträger, einen erhöhten Eigenbedarf an Ausbildungskapazität hatte. Die erste Einheit, die den GOST in dieser Weise absolvierte, war im Herbst 2019 die Fregatte Lübeck.

## Kommandeure

### Flag Officer Sea Training
Die Position bekleideten:
- Vizeadmiral Sir William G. Crawford, September 1958 bis August 1960
- Vizeadmiral Sir Peter Gretton, August 1960 bis Dezember 1961
- Konteradmiral Horace R. Law, Dezember 1961 bis Mai 1963
- Konteradmiral Patrick U. Bayly, Mai 1963 bis April 1965
- Konteradmiral Philip G. Sharp, April 1965 bis Juli 1967
- Konteradmiral John C. Y. Roxburgh, Juli 1967 bis Mai 1969
- Konteradmiral J. Anthony R. Troup, Mai 1969 bis Märzh 1971
- Konteradmiral E. Gerard N. Mansfield, März 1971 bis Oktober 1972
- Konteradmiral John O. Roberts, Oktober 1972 bis April 1974
- Konteradmiral James H. F. Eberle, April 1974 bis April 1975
- Konteradmiral John R.S. Gerard-Pearse, April 1975 bis November 1976
- Konteradmiral Gwynedd I. Pritchard, November 1976 bis November 1978
- Konteradmiral Anthony J. Whetstone, November 1978 bis September 1980
- Konteradmiral David M. Eckersley-Maslin, September 1980 bis April 1982
- Konteradmiral John M. Webster, April 1982 bis Mai 1984
- Konteradmiral Michael H. Livesay, Mai 1984 bis Dezember 1985
- Konteradmiral Barry N. Wilson, Dezember 1985 bis Juni 1987
- Konteradmiral John F. Coward, Juni 1987 bis Juni 1988
- Konteradmiral Roy T. Newman, Juni 1988 bis Dezember 1989
- Konteradmiral A. Bruce Richardson, Dezember 1989 bis Juli 1991
- Konteradmiral Michael C. Boyce, Juli 1991 bis September 1992
- Konteradmiral John G. Tolhurst, September 1992 bis April 1996
- Konteradmiral Peter M. Franklyn, April 1996 bis Juli 1997
- Konteradmiral R. John Lippiett, Juli 1997 bis September 1999
- Konteradmiral Alexander K. Backus, September 1999 bis November 2001
- Konteradmiral James C. Rapp, November 2001 bis April 2004
- Konteradmiral Roger S. Ainsley, April 2004 bis Juni 2006
- Konteradmiral Anthony J. Rix, Juni 2006 bis Mai 2007
- Konteradmiral Richard J. Ibbotson, Mai 2007 bis Februar 2009
- Konteradmiral Christopher A. Snow, Februar 2009 bis Juli 2011
- Konteradmiral Clive C. C. Johnstone, Juli 2011 bis April 2013
- Konteradmiral Benjamin J. Key, April 2013 bis Juli 2015

Ab Juli 2015 gleichzeitig Assistant Chief of the Naval Staff (Ausbildung):
- Konteradmiral John R.H. Clink, Juli 2015 bis Juni 2018
- Konteradmiral William J. Warrender Juni 2018 bis Mai 2020

### Commander Fleet Operational Sea Training
- Kommodore Andrew Stacey, seit Juni 2020[24]